# HD 89744
HD 89744 (também designada de HR 4067, HIP 50786 e GJ 9326) é uma estrela anã amarela na constelação da Ursa Major com uma magnitude aparente de +5,73, visualmente localizada perto de Mu Ursae Majoris. Ele está localizada a cerca 130 anos-luz de distância a partir do Sistema Solar. Em 2000 foi anunciada a descoberta de um planeta extrassolar orbitando em torno desta estrela.

## Características
HD 89744 é classificada como uma anã amarela de tipo espectral F7V; No entanto, a sua gravidade superficial e sua posição no Diagrama de Hertzsprung-Russell indicam que a estrela já evoluiu da sequência principal. Com uma temperatura superficial de 6200 K, é cerca de 420 K mais quente do que o Sol. O seu diâmetro é de 2,1 vezes maior do que o do Sol e a sua massa é de cerca de 50% maior do que a massa solar. Ela tem uma metalicidade — abundância relativa de elementos mais pesados que o hélio — 38% maior do que a do Sol. É notavelmente seu elevado nível de európio ([Eu/H] = +0,23), elemento representativo do chamado "processo-r" pelo qual os elementos mais pesados são formados por captura rápida de nêutrons. HD 89744 é uma estrela antiga com uma idade estimada de 8090 bilhões de anos.

## Componentes estelares
HD 89744 parece ter uma companheira tênue separada por 2460 UA, com uma massa entre 0,073 e 0,077 massas solares. Esta massa a coloca no limite acima do qual uma estrela é capaz de iniciar a fusão nuclear do hidrogênio; abaixo dela, o objeto é uma anã marrom.

## Sistema planetário
Em 2000 foi anunciado a existência de um planeta (HD 89744 b) cuja massa mínima é 8 vezes maior que a de Júpiter. Se move em uma órbita altamente excêntrica, cuja distância da estrela no periastro é de 0,29 UA — pouco maior do que a distância entre Mercúrio e o Sol, enquanto o apoastro é de 1,49 UA. O período orbital é de 256,6 dias.